# Rent
|  | Aquest article tracta sobre el llevat. Si cerqueu el musical, vegeu «Rent (musical)». |

El rent o llevat és un organisme unicel·lular del regne dels fongs (Fungi) que no forma hifes ni micelis, que es reprodueix generalment per gemmació o escissió, i que genera enzims que provoquen la fermentació de la matèria orgànica. S'han descrit unes 1.500 espècies de llevats que s'estima que són l'1% de totes les espècies de fongs. També es pot conèixer com lleute o creixent. El més conegut en alimentació és el llevat de cervesa (Saccharomyces cerevisiae).
Encara que els llevats siguin organismes unicel·lulars algunes espècies han esdevingut pluricel·lulars mitjançant la formació d'hifes o falses hifes com es veu en moltes floridures. La mida dels llevats és molt variable segons les espècies, típicament mesuren 3–4 µm de diàmetre, encara que alguns llevats poden arribar a fer 40 µm. La major part dels llevats es reprodueixen asexualment per mitosi, i molts fan això per un procés de divisió asimètrica dit gemmació.
Els llevats no formen un aplec taxonòmic o filogenètic simple. El terme de llevat sovint es pren com un sinònim per Saccharomyces cerevisiae, però la diversitat filogenètica dels llevats es mostra en la seva localització en dos fílums separats: els Ascomycota i els Basidiomycota. Els llevats que fan la gemmació ("llevats veritables") es classifiquen dins l'ordre Saccharomycetales. Els rents a vegades solen estar units entre ells formant cadenes. Produeixen enzims capaços de descompondre diversos substrats, principalment els sucres.

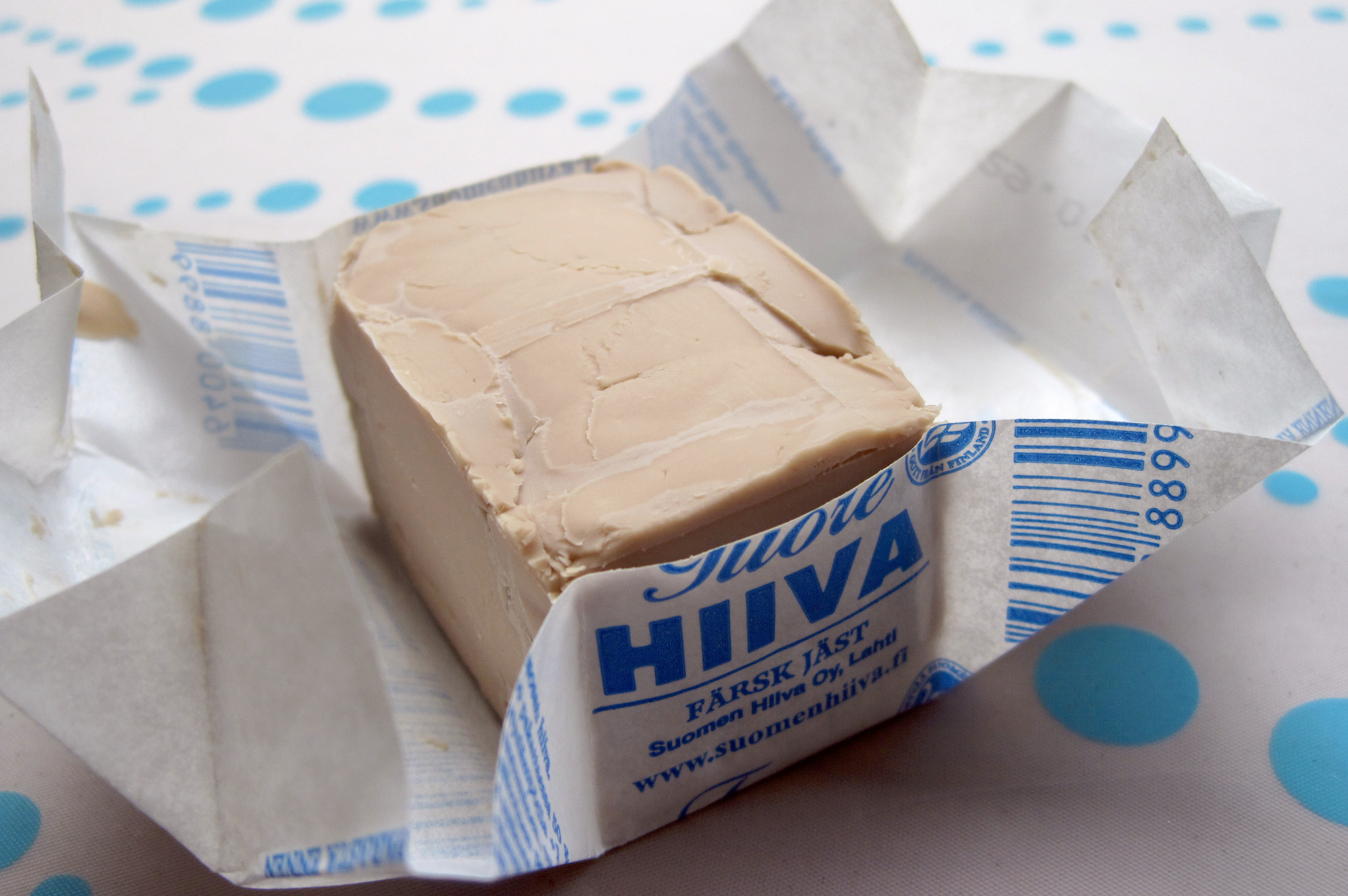
Llevat fresc comprimit en daus destinat a la fermentació en cuines casolanes. Cal conservar-los en refrigerador.

Un dels rents més coneguts és l'espècie Saccharomyces cerevisiae. Aquest rent té la facultat de créixer en forma anaeròbica (sense necessitat d'oxigen) realitzant fermentació alcohòlica. Per aquesta raó s'empra en molts processos de fermentació industrial, per exemple en la producció de cervesa, vi, pa, producció d'antibiòtics, etcètera.
La reproducció sexual la fan mitjançant ascòspores o basidiòspores. Durant la reproducció asexual, una nova gemma sorgeix de la cèl·lula mare quan es produeixen les condicions adequades, després d'això la gemma se separa de la mare en arribar a una mida d'adult. En condicions d'escassesa de nutrients els llevats que són capaços de reproduir-se sexualment formaran ascòspores. Els llevats que no són capaços d'enllestir el cicle sexual complet es classifiquen dins el gènere Candida.
El febrer de 2012 uns recercadors de l'Insitut Wyss i la Harvard Medical School van desenvolupar un mètode per a induir sensibilitat magnètica en els llevats que no són magnètics de manera natural. Aquesta nova propietat podria tenir aplicacions mèdiques, industrials i en la recerca científica. Aquest estudi va aparèixer en la revista científica PLoS Biology.

## Factors de creixement

### Temperatura
La viabilitat dels llevats disminueix a mesura que incrementa la temperatura, ja que s'acumula més etanol entre les cèl·lules, que altera l'estructura de la membrana i en redueix la seva funcionalitat. Diversos estudis assenyalen com algunes espècies diferents del gènere Saccharomyces creixen millor a baixes temperatures. Així mateix, es troben diferències entre soques de llevats Saccharomyces.

#### Temperatura màxima
La temperatura màxima de creixement dels llevats depèn, entre d'altres, de l'estabilitat tèrmica dels enzims i els sistemes de formació d'enzims, així com la composició i integritat de les membranes cel·lulars semipermeables. S'ha assenyalat que la temperatura màxima podria ser usada per a la taxonomia, i pot tenir un valor predictiu en la fermentació.

#### Temperatura òptima
La definició de temperatura òptima més estesa és aquella que indica la major taxa de creixement del llevat, és a dir, la temperatura en la qual els processos bioquímics involucrats en el creixement es donen amb major velocitat. Altres definicions de temperatura òptima, inclouen la temperatura en què el llevat genera una major població, o la temperatura en què aconsegueix la major taxa de fermentació.

#### Temperatura mínima
S'han indicat temperatures mínimes al voltant dels 0-5 °C. Els llevats podrien continuar creixent fins que el protoplasma de la cèl·lula es congela. L'habilitat dels llevats de créixer en aquestes temperatures depèn de factors com els sistemes de transport de substrats, les activitats enzimàtiques i la síntesi d'enzims.

### Concentració d'etanol
S'ha observat en llevats com el Saccharomyces cerevisiae que a major concentració d'alcohol, menor temperatura màxima i òptima de creixement. Per tant, durant la fermentació, a mesura que augmenta l'etanol, aquests dos paràmetres disminueixen.